# Foho Fazenda
Der Foho Fazenda ist ein osttimoresischer Berg im Verwaltungsamt Liquiçá (Gemeinde Liquiçá). Der Gipfel mit einer Höhe von 1063 m liegt in der Aldeia Lebuhei (Suco Dato). Seinen Namen hat der Berg von der Fazenda Algarve und dem Ort Fazenda an seinem Südhang in der Aldeia Hatumasi (Suco Leotala). Der Ort Lebuhei befindet sich nordöstlich des Gipfels.
Der Foho Fazenda bildet einen Teil der Wasserscheide zwischen dem Flusssystem des Lóis im Süden und dem Laklo im Norden. Der Ricameta, ein Quellfluss des Lakolo, entspringt im Tal nördlich.